# 横田裕行
横田 裕行（よこた ひろゆき、1955年1月5日 - ）は、日本の医学者。医師。医学博士。
日本体育大学保健医療学部救急医療学科教授、日本体育大学大学大学院保健医療学研究科長、日体幼稚園園長、日本医科大学名誉教授。専門は救急医学、脳神経外科学。

## 人物
山本保博の後任として日本医科大学救急医学教室の3代目主任教授（日本医科大学では2012年より大学院教授に改称）を12年間に渡り務めた。後任の大学院教授は横堀將司。
大学院教授在職中に日本医科大学千葉北総病院救命救急センター部長を担当していたのは当時日本医科大学救急医学教室教授であった衆議院議員の松本尚。

## 略歴
- 1955年1月 - 茨城県生まれ[2]
- 1980年3月 - 日本医科大学医学部医学科卒業[3]
- 1985年3月 - 日本医科大学大学院医学研究科修了[3]
- 1994年1月 - 日本医科大学救急医学教室助教授、日本医科大学千葉北総病院救命救急部部長[4]
- 1997年9月 - 日本医科大学救急医学教室助教授、日本医科大学多摩永山病院救命救急センター[4]
- 2000年4月 - 日本医科大学救急医学教室助教授、日本医科大学多摩永山病院救命救急センター副センター長[4]
- 2003年4月 - 日本医科大学救急医学教室助教授、日本医科大学付属病院高度救命救急センター副センター長[4]
- 2007年4月 - 日本医科大学救急医学教室教授、日本医科大学付属病院高度救命救急センター副センター長[4]
- 2008年4月 - 日本医科大学救急医学教室主任教授、日本医科大学付属病院高度救命救急センターセンター長[4]
- 2012年4月 - 日本医科大学救急医学教室大学院教授、日本医科大学付属病院高度救命救急センターセンター長[4]
- 2020年3月 - 日本医科大学を定年退職
- 2020年4月 - 日本体育大学保健医療学部救急医療学科教授[2]、同大学大学院保健医療学研究科長[5]、日体幼稚園園長[6]、日本医科大学名誉教授[7]

## 著作
- 『これだけは知りたい外傷のQ&A』(総合医学社、2010年7月)ISBN 9784883785056

共著
- 山本保博、『救急医療薬剤ハンドブック - 診療科医薬品集』(じほう、2010年5月)ISBN 9784840741019